# Joanniki Lichud

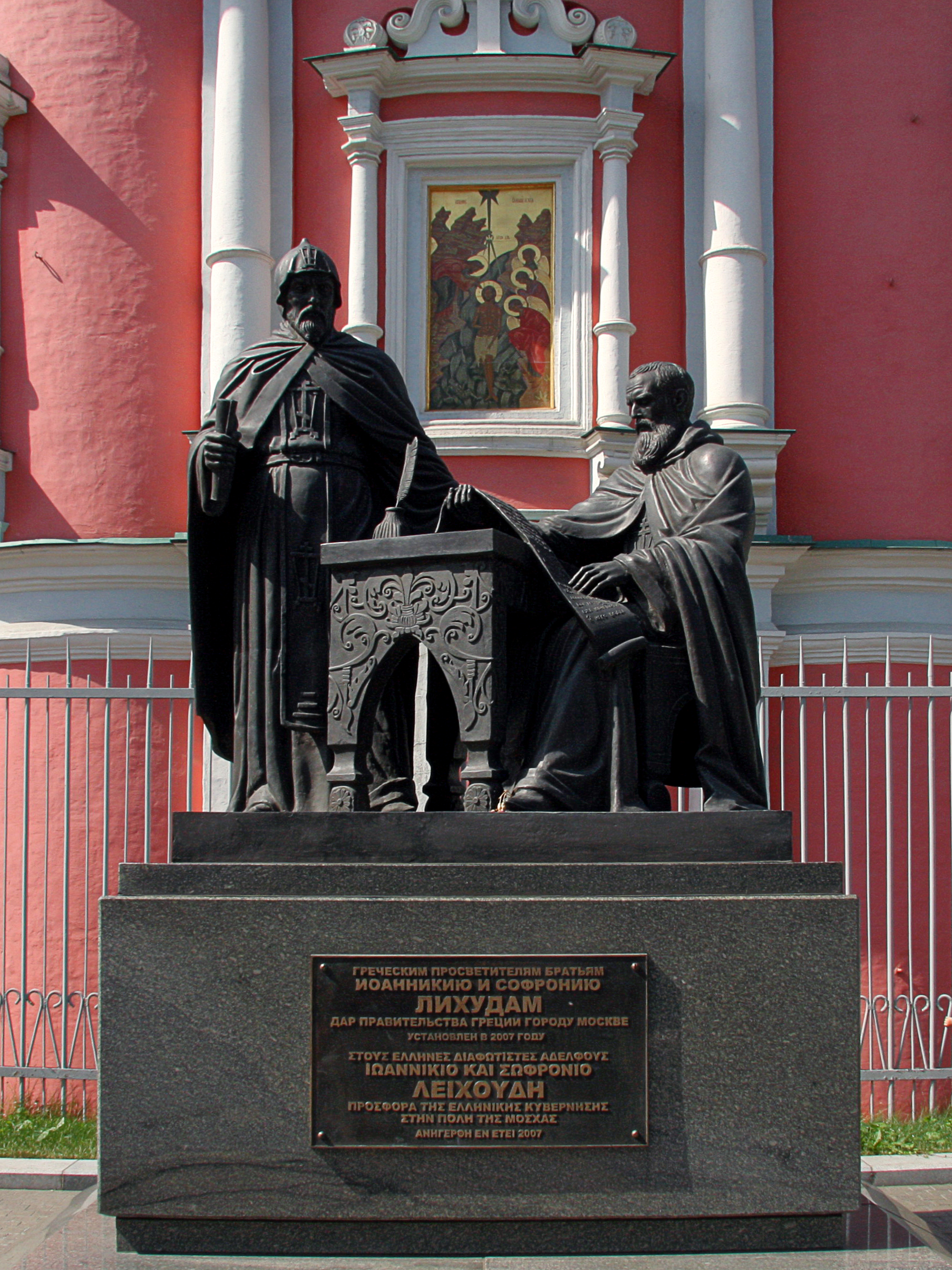
Im Jahr 2007 errichtetes Denkmal der Gebrüder Lichud in Moskau am Epiphanias-Kloster

Joanniki Lichud (russisch Иоанникий Лихуд; * 30. März 1633 auf Kefalonia; † 7. August 1717 in Moskau) war ein russischer Philosoph, Theologe und Logiker griechischer Herkunft. Er gehört zusammen mit seinem Bruder Sophronius Lichud zu den Vertretern der Aufklärung in Russland und ist Mitbegründer der Moskauer Geistlichen Akademie.
Der Patriarch Konstantinos Leichoudes war ein Vorfahre von Lichud.

## Werke
- О душе по учению перипатетиков (Über den Kern der Lehren der Peripatetiker)[4]